# 紀元前462年
紀元前462年（きげんぜん462ねん）は、ローマ暦の年である。
当時は、「トリキピティヌスとキクリヌスが共和政ローマ執政官に就任した年」として知られていた（もしくは、それほど使われてはいないが、ローマ建国紀元292年）。紀年法として西暦（キリスト紀元）がヨーロッパで広く普及した中世時代初期以降、この年は紀元前462年と表記されるのが一般的となった。

## 他の紀年法
- 干支 : 己卯
- 日本
  - 皇紀199年
  - 孝昭天皇14年
- 中国
  - 周 - 貞定王7年
  - 秦 - 厲共公15年
  - 晋 - 出公13年
  - 楚 - 恵王27年
  - 斉 - 平公19年
  - 燕 - 孝公36年
  - 趙 - 襄子14年
- 朝鮮
  - 檀紀1872年
- ベトナム :
- 仏滅紀元 : 83年
- ユダヤ暦 : 3299年 - 3300年

## できごと

### ギリシア
- スパルタは、ヘイロタイの大勢の反乱軍が避難するメッシニアのイトミ山の要塞を征服しようと試みた。彼らはアテナイ等の同盟国に支援を求めた。
- キモンは、スパルタを支援するためにアテナイ市民の助けを求めた。エピアルテス（英語版）はライバルのスパルタと距離を置くよう勧めたが、キモンの考えが通った。キモンは4000の重装歩兵をイトメ山に率いた。
- イトメ山の攻撃が失敗に終わると、スパルタはアテナイがヘイロタイの側についたとの不信を抱いた。他の同盟国を留め、スパルタはキモンらをアテナイに帰らせた。この侮辱的な拒絶により、アテナイでのキモンの人気は急落した。
- エピアルテスは、アレオパゴス会議を改革し、その権力を殺人と宗教上の罪の裁判だけに限定する法案を民会に通した。彼は、アレオパゴス会議を保守派の中心地と考え、エピアルテスの勝利は保守派と寡頭制の敗北と受け取られた。
- アルゴスは、スパルタがヘイロタイの反乱に忙殺されているのを利用して、ミケーネを征服した。街の住人は分散し、マケドニアに移住する者もあった。
- ペリクレスがアテナイの指導者となり始めた。

### 共和政ローマ
- ルクレティウスがアエクイ族とウォルスキ族に勝利したとして凱旋式を、キクリヌスが小凱旋式を挙行した[1]。
- 護民官が執政官の権限を制限する法案を提出したが、先送りされた[2]。

### 哲学
- ギリシアの哲学者アナクサゴラスがアテナイに移住し、そこで教え始めた。